# Toxoplasma gondii
A Toxoplasma gondii egysejtű eukarióta endoparazita, mely világszerte elterjedt. A toxoplazmózis kórokozója. Fejlődési ciklusának ivartalan szakasza madár vagy emlős köztigazdában, az ivaros szakasz pedig valamely macskafélében (Felidae), mint végleges gazdában zajlik. A macskaürülékkel távozó oociszták fertőzhetik a köztigazdát, melyben növekedés és ivartalan szaporodás zajlik. A macska a fertőzött köztigazdák, például egerek vagy verebek elfogyasztásával fertőződhet. A köztigazdák azonban egymást is fertőzhetik az ivartalan alakokkal például ragadozás, kannibalizmus vagy dögevés során. Fertőzött emlősök utódai gyakran a méhen belül maguk is fertőződnek.
A rágcsálók viselkedését úgy befolyásolja, hogy az növeli a macskafélék általi elfogyasztását.

## Átvitel

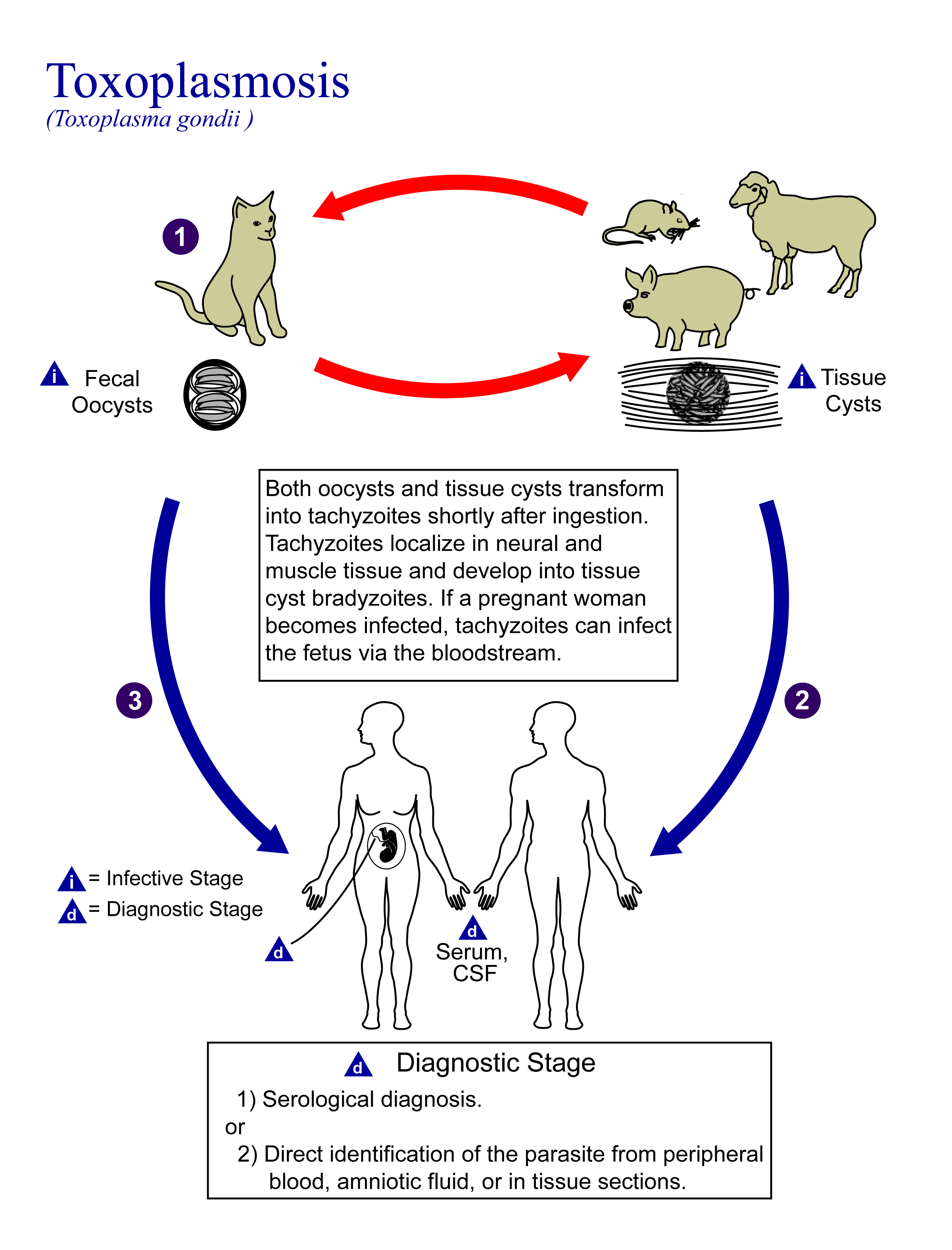
A Toxoplasma gondii életciklusa

## Hatása a gazdaszervezetre
Az első néhány héten enyhe influenzaszerű tünetei vannak vagy tünetmentes. Ezután az élősködő általában nem okoz tünetet egészséges felnőttekben.
A parazita agyvelőgyulladást (encephalitis) és neurológiai betegségeket okozhat, és károsíthatja a szívet, a májat és szemet is (chorioretinitis). Gyenge immunrendszerű egyénekben (pl. HIV fertőzöttek) a betegség végzetes lehet.